# Philodina duplicalcar
Philodina duplicalcar är en hjuldjursart som först beskrevs av De Koning 1947.  Philodina duplicalcar ingår i släktet Philodina och familjen Philodinidae. Arten är reproducerande i Sverige. Inga underarter finns listade i Catalogue of Life.